# HAT-P-41
Désignations
HAT-P-41 est une étoile binaire de la constellation de l'Aigle. Le composant primaire est une étoile jaune-blanche de la séquence principale. Sa température de surface est de 6 390 ± 100 K. Comparé au Soleil, HAT-P-41 est enrichi en éléments lourds, avec un indice de métallicité [Fe/H] de 0,21 ± 0,10, mais est beaucoup plus jeune, âgé de 2,2 ± 0,4 milliards d'années.
Le compagnon stellaire candidat a été détecté simultanément à la découverte de la planète en 2012. Une enquête de multiplicité en 2015 a confirmé un compagnon stellaire faible de classe spectrale ultérieure (K) au début (M), avec la probabilité d'être une étoile de fond de 14 %. En 2020, il a été conclu que l'étoile compagne candidate était probablement liée gravitationnellement.

## Système planétaire
En 2012, une planète nommée HAT-P-41 b a été découverte sur une orbite circulaire et proche autour de l'étoile primaire. L'orbite apparaît être quelque peu désalignée avec le plan équatorial de l'étoile, avec un angle de désalignement égal à −22,1+0,8
 −6,0 degrés.
Le spectre de transmission de HAT-P-41 b pris en 2020 a donné lieu à des interprétations contradictoires. Une équipe a conclu que l'atmosphère planétaire est riche en métaux, avec des signatures claires d'eau et des bandes d'absorption de composés de sodium, d'aluminium, de titane et de vanadium. Une autre équipe a interprété les résultats comme résultant d'une atmosphère dense d'hydrogène sans éléments lourds détectables, mais avec une ionisation significative. L'atmosphère semble également contenir d'importants nuages et brumes. Ni les composés d'éléments lourds ni l'opacité des ions H- n'ont été trouvés dans l'étude de 2022.
La température d'équilibre planétaire se situe entre 1 700 et 1 950 K, et la température diurne a été mesurée à 1 622 ± 125 K.
| Planète | Masse                 | Demi-grand axe (ua)         | Période orbitale (jours) | Excentricité | Inclinaison | Rayon                 |
| ------- | --------------------- | --------------------------- | ------------------------ | ------------ | ----------- | --------------------- |
| b       | 0,795+0,056 −0,091 MJ | 0,042 58+0,000 47 −0,000 48 | 2,694 047 ± 0,000 004    | < 0,22       | 87,7 ± 1,0° | 1,685+0,076 −0,051 RJ |